# St. Stephan (Hilgertshausen)

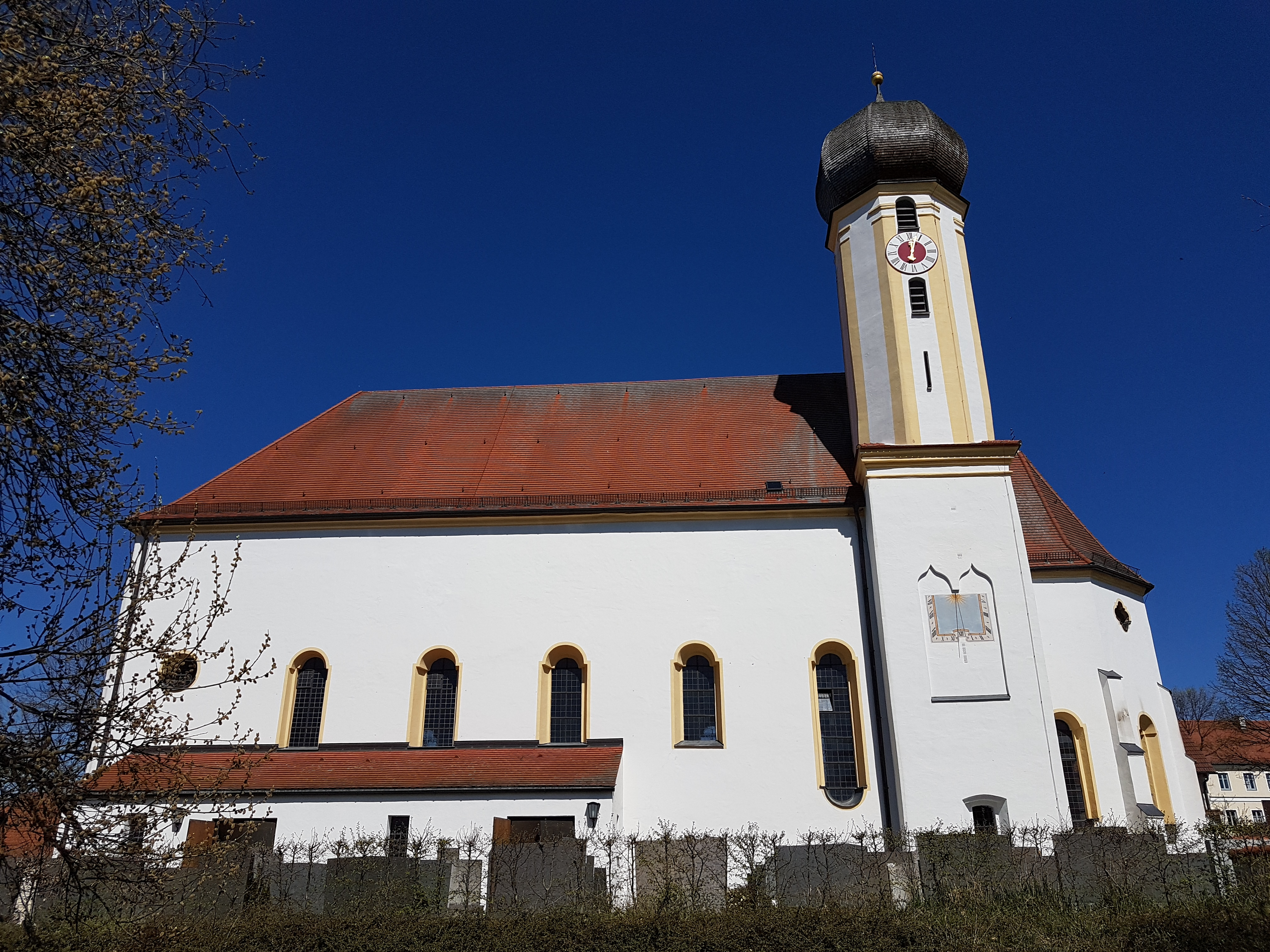
St. Stephan in Hilgertshausen

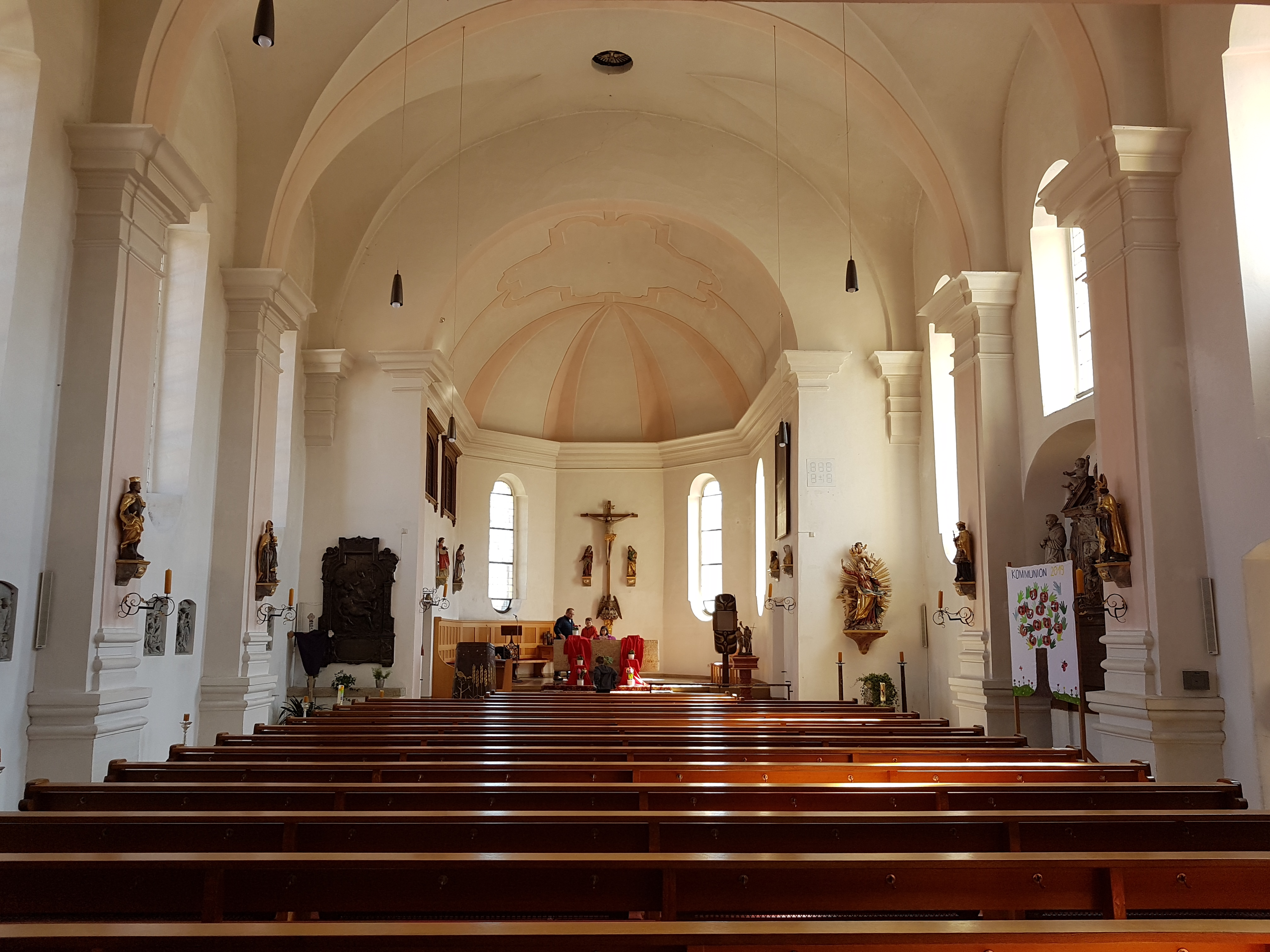
Innenraum

St. Stephan ist der Name der römisch-katholischen Pfarrkirche von Hilgertshausen, einem Gemeindeteil von Hilgertshausen-Tandern im oberbayerischen Landkreis Dachau. Die Kirche steht unter Denkmalschutz und ist in der Liste der Baudenkmäler in Hilgertshausen-Tandern unter der Nr. D-1-74-147-1 eingetragen. Die Pfarrei gehört zum Dekanat Aichach-Friedberg des Bistums Augsburg.

## Beschreibung
Die barocke Saalkirche wurde 1666 nach Plänen von Caspar Zuccalli unter Einbeziehung der spätgotischen Ostteile des Vorgängerbaus errichtet. Sie besteht aus dem 1963 nach Westen verlängerten Langhaus, dem eingezogenen, dreiseitig geschlossenen Chor im Osten, der Sakristei an der Nordwand und dem im unteren Teil spätgotischen Chorflankenturm auf quadratischem Grundriss an der Südwand des Chors. Er wurde mit achteckigen Geschossen für den Glockenstuhl und die Turmuhr aufgestockt und mit einer Zwiebelhaube bedeckt.
Im Innenraum des Langhauses befindet sich ein von Hans Krumpper modelliertes Grabmal in Form eines Reliefs aus Bronze, das aus dem abgebrochenen Franziskanerkloster in München stammt. Die Orgel wurde 1993 von Andreas Offner gebaut.